# Книш Олександр Олександрович
Олекса́ндр Олекса́ндрович Кни́ш (6 жовтня 1982 — 28 липня 2014) — старший сержант 95-ї окремої аеромобільної бригади Збройних сил України, учасник російсько-української війни.

## Життєпис
Народився в Левкові, згодом родина переїхала до Житомира, де закінчив школу № 30.
2000 року призваний на строкову службу, по закінченні якої залишився служити по контракту. Службу проходив в 1-й бригаді армійської авіації Збройних Сил України. Брав участь у миротворчій місії ООН в Іраку — 2003 та 2004 роки. З 2007 року — головний сержант-командир міномета, 95-а окрема аеромобільна бригада.
На передовій з квітня 2014-го. Загинув у бою 28 липня 2014 року під час проведення батальйонно-тактичною групою операції по знищенню бойовиків поблизу села Дібрівка Шахтарського району.
Вдома залишилась дружина Книш Марія Миколаївна та двоє маленьких дітей — Артем та Аріна.
Похований 1 серпня 2014-го в селі Левків, Житомирський район.

## Нагороди та вшанування
- 14 листопада 2014 року за особисту мужність і героїзм, виявлені у захисті державного суверенітету та територіальної цілісності України, вірність військовій присязі під час російсько-української війни, відзначений — нагороджений орденом «За мужність III ступеня» (посмертно)
- в лютому 2017-го на фасаді житомирської школи № 30 відкрили меморіальну дошку випускнику Олександру Книшу.
- 2004 — відзначений пам'ятним знаком «Воїн-миротворець»
- 2005 — нагороджений 2-ма медалями країни Ірак
- 2007 — відзнака Міністерства Оборони України медаль «15 років Збройним Силам України»
- 2011 — нагрудний знак Сухопутних військ України
- 06.02.2014 — медаль «10 років сумлінної служби в МОУ»